# حساب جوجل
حساب جوجل هو حساب مستخدم يوفر الدخول إلى الخدمات المملوكة لجوجل مثل بلوغر، يوتيوب, ومجموعات جوجل.
ويمكن استخدام حساب جوجل سواء عن طريق اسم المستخدم (عادةً مايكون عنوان بريد إلكتروني مرتبط) أو من خلال معرف جوجل الخاص. ويمكن إنشاء حساب عن طريق الذهاب لصفحة إنشاء بريد إلكتروني في الجيميل.
كانت الحسابات في أوروبا تستعمل الرابط (googlemail.com) وذلك لأن جوجل لم تكن تملك رابط جوجل الحالي.
وقد قامت جوجل حالياً بحل مشكلة الرابط, ويستطيع جميع المستخدمين الآن تسجيل الدخول باستعمال رابط الجيميل, أو باستخدام عنوان بريد إلكتروني آخر من مزود آخر.
بعد إنشاء حساب جوجل, يمكن للمستخدمين بعدها إضافة تطبيقات جوجل الأخرى. وخيارات الحساب متجمعة في صفحة مستقلة واحدة, ولكن لكل تطبيق خصائصه الخاصة.

التطبيقات التي من الممكن دخولها عن طريق حساب جوجل هي:
- سجل الوب - سجل بحث جوجل الخاص الذي يقوم بتسجيل كل شي يبحث عنه المستخدم في الانترنت عن طريق خدمة البحث في جوجل.
- جـوجل بلَس
- جوجل أدووردز
- بلوغر
- جيميل
- جوجل كاليندر
- جوجل شيك أوت
- مدونة جوجل
- جوجل دوكس
- مجموعات جوجل
- جوجل الطبي
- خرائط جوجل
- أخبار جوجل
- قارئ جوجل
- جوجل سايتس
- جوجل توك
- آي جوجل
- أوركوت
- بيكاسا
- يوتيوب

يوتيوب وبلوغر يديران حسابات المستخدمين الذين قاموا بتسجيل حساباتهم فيهما قبل أن تقوم جوجل بشرائهما.